# Ergasilus lagunaris
Ergasilus lagunaris is een eenoogkreeftjessoort uit de familie van de Ergasilidae. De wetenschappelijke naam van de soort is voor het eerst geldig gepubliceerd in 1925 door Grandori.